# Arthur Franz (Romanist)
Arthur Franz (* 26. August 1881 in Dresden; † 28. November 1963 in Jena) war ein deutscher Romanist.

## Leben und Werk
Franz studierte romanische und germanische Philologie u. a. bei Max Heinze, Karl Brugmann und Emil Jungmann an der Universität Leipzig. Er promovierte 1905 in Leipzig bei Adolf Birch-Hirschfeld über Das literarische Porträt in Frankreich im Zeitalter Richelieus und Mazarins. Von Juli bis September 1906 absolvierte er sein Referendariat am Königin-Carola-Gymnasium in Leipzig. Er habilitierte sich 1912 in Gießen bei Dietrich Behrens mit Studien zur wallonischen Dialektsyntax. Von 1922 bis 1929 war er als Nachfolger von Walther Küchler Ordinarius für romanische Philologie in Würzburg, anschließend in Königsberg. Nach dem Krieg war er in Jena ab 1949 Lehrbeauftragter und von 1951 bis 1954 Professor.

## Weitere Werke
- Über den Troubadour Marcabru. Vortrag, gehalten auf der Versammlung deutscher Philologen und Schulmänner Marburg 1913, Marburg 1914
- Zur galloromanischen Syntax, Jena 1921
- Neuphilologische Strömungen : Überlegungen zum 17. allgemeinen deutschen Neuphilologentag in Halle (4.-6. Okt. 1920), Gießen 1921
- Aus Victor Hugos Werkstatt, 2 Bde., Gießen 1929, 1934
- Ewiger Dante, 3 Bde., Göttingen 1948, 1949
- (Herausgeber) Heinrich Gelzer: Altfranzösisches Lesebuch : Mit ausführlichem Glossar, Heidelberg 1953
- (Übersetzung aus dem Französischen) Michel de Montaigne, Die Essais, ausgewählt, übertragen und eingeleitet, Leipzig 1953 (Sammlung Dieterich), Stuttgart: Reclam 1969